# Quebrada del Teniente
Quebrada del Teniente är ett periodiskt vattendrag i Chile.   Det ligger i regionen Región de Coquimbo, i den centrala delen av landet, 290 km norr om huvudstaden Santiago de Chile.
Omgivningen kring Quebrada del Teniente är i huvudsak ett öppet busklandskap. Området är glesbefolkat, med 20 invånare per kvadratkilometer.